# Бутвил-Венис (Луизијана)
Бутвил-Венис (енгл. Boothville-Venice) је бивше насељено место без административног статуса у америчкој савезној држави Луизијана.

## Демографија
По попису из 2000. године број становника је 2.220.
| Група             | 2000.         | 2010.    |
| Белци             | 1.360 (61,3%) | 0 (0,0%) |
| Афроамериканци    | 638 (28,7%)   | 0 (0,0%) |
| Азијати           | 89 (4,0%)     | 0 (0,0%) |
| Хиспаноамериканци | 27 (1,2%)     | 0 (0,0%) |
| Укупно            | 2.220         | 0        |